# Loxosceles rosana
Loxosceles rosana là một loài nhện trong họ Sicariidae.
Loài này thuộc chi Loxosceles. Loxosceles rosana được miêu tả năm 1967 bởi Gertsch.